# (4245) Nairc
(4245) Nairc est un astéroïde de la ceinture principale.

## Description
(4245) Nairc est un astéroïde de la ceinture principale. Il fut découvert le 29 octobre 1981 à Nanking par l'observatoire de la Montagne Pourpre. Il présente une orbite caractérisée par un demi-grand axe de 2,38 UA, une excentricité de 0,17 et une inclinaison de 1,9° par rapport à l'écliptique.

## Compléments